# Copa Asociación de Baloncesto Femenino 1986
La Copa Asociación de Baloncesto Femenino 1986 corresponde a la 1ª edición de dicho torneo. Se celebró entre el 13 de abril y el 3 de mayo de 1986.
La disputan los cuatro equipos que caen eliminados en cuartos de final de la Primera División Femenina. Se juegan eliminatorias al mejor de 3 partidos (los segundos y terceros encuentros se juegan en casa del mejor clasificado en la fase anterior). El ganador adquiere el derecho a jugar la Copa Ronchetti 1988-89.

## Fase final
Los partidos de semifinales se jugaron el 13, 19 y 20 de abril, mientras que la final se jugó el 27 de abril y el 3 de mayo.
|  | Semifinales      | Semifinales      | Semifinales      | Semifinales      | Semifinales | Semifinales |              |              | Final        | Final        | Final | Final | Final | Final |
|  |                  |                  |                  |                  |             |             |              |              |              |              |       |       |       |       |
|  |                  |                  |                  |                  |             |             |              |              |              |              |       |       |       |       |
|  |                  |                  |                  |                  |             |             |              |              |              |              |       |       |       |       |
|  | Caixa Girona     | Caixa Girona     | Caixa Girona     | 77               | 47          | 69          |              |              |              |              |       |       |       |       |
|  | Caixa Girona     | Caixa Girona     | Caixa Girona     | 77               | 47          | 69          |              |              |              |              |       |       |       |       |
|  | Natural Cusí     | Natural Cusí     | Natural Cusí     | 75               | 48          | 58          |              |              |              |              |       |       |       |       |
|  | Natural Cusí     | Natural Cusí     | Natural Cusí     | 75               | 48          | 58          | Caixa Girona | Caixa Girona | Caixa Girona | Caixa Girona | 64    | 56    |       |       |
|  |                  |                  |                  |                  |             |             | Caixa Girona | Caixa Girona | Caixa Girona | Caixa Girona | 64    | 56    |       |       |
|  |                  | Avon Alcalá      | Avon Alcalá      | Avon Alcalá      | Avon Alcalá | 74          | 66           |              |              |              |       |       |       |       |
|  | Avon Alcalá      | Avon Alcalá      | Avon Alcalá      | Avon Alcalá      | Avon Alcalá | 74          | 66           | 100          | 76           |              |       |       |       |       |
|  | Avon Alcalá      | Avon Alcalá      | Avon Alcalá      | Avon Alcalá      |             |             |              |              |              |              |       |       |       |       |
|  | Coronas Tenerife | Coronas Tenerife | Coronas Tenerife | Coronas Tenerife | 52          | 48          |              |              |              |              |       |       |       |       |
|  | Coronas Tenerife | Coronas Tenerife | Coronas Tenerife | Coronas Tenerife | 52          | 48          |              |              |              |              |       |       |       |       |

| Ganadoras de la Copa Asociación 1986 |
| ------------------------------------ |
| Avon Alcalá 1º título                |